# Laura Jordan (Schauspielerin)
Laura Jordan (* 10. April 1977 in Toronto, Kanada) ist eine kanadische Schauspielerin.

## Leben
Jordan studierte an der Universität von Paris drei Jahre Französisch. Im Jahre 2002 zog sie von Toronto nach Los Angeles.
2005 spielte Jordan die Rolle der Sadie im Film Berkeley. Im Jahre 2008 spielte sie Kayla im Horrorthriller Joy Ride 2: Dead Ahead. Seit 2009 spielt sie der Rolle der Madeline Maguire in der TV-Serie Shattered.
Sie spielt in der Band The Billionaires aus Los Angeles.

## Filmografie
- 2001: Degrassi: The Next Generation (TV-Serie, 1 Episode)
- 2003: Final Draft
- 2003: Naked Hotel (TV-Film)
- 2003: Playmakers (TV-Serie, 4 Episoden)
- 2005: Berkeley
- 2005: Pure
- 2006: The Night of the White Pants
- 2006: Brothers & Sisters (TV-Serie, 3 Episoden)
- 2006: Thr3e
- 2006: Frisky Dingo (TV-Serie, 1 Episode)
- 2007: Without a Trace – Spurlos verschwunden (TV-Serie, 1 Episode)
- 2007: The Red Chalk
- 2007: Solstice
- 2008: Joy Ride 2: Dead Ahead
- 2009: The Twenty
- 2009: Shattered (TV-Serie, Pilotepisode)
- 2011: Blumenthal